# Ист-Эршир
Ист-Эршир (англ. East Ayrshire, гэльск. Siorrachd Inbhir Àir an Ear) — один из 32 округов Шотландии. Граничит с округами Норт-Эршир, Саут-Эршир, Дамфрис-энд-Галловей, Саут-Ланаркшир и Ренфрушир. Округ был образован в 1996 г. в результате слияния областей Килмарнок-энд-Лаудун и Камнок-энд-Дун-Валли.

## Населённые пункты
| - Белсбанк (Bellsbank) - Голстон (Galston) - Гринхолм (Greenholm) - Далмеллингтон (Dalmellington) - Далримпл (Dalrymple) | - Дарвел (Darvel) - Камнок (Cumnock) - Килмарнок (Kilmarnock) - Лагтон (Lugton) - Москоу (Moscow) - Мохлин (Mauchline) | - Мьюркерк (Muirkirk) - Нью-Камнок (New Cumnock) - Охилтри (Ochiltree) - Охинлек (Auchinleck) - Стьюартон (Stewarton) |

|  |  |

## Достопримечательности
- Список замков Ист-Эршира
- Озеро Лох-Дун